# بقال‌بازی
بقّال‌بازی نوعی کمدی سنتی ایرانی بود که برای اجرا، متن پیش‌نوشته‌ای نداشت و بداهه‌پردازی از مهم‌ترین ویژگی‌هایش بود. دو شخصیت اصلی این نوع نمایش، بقالی خسیس و پولدار و نوکری تنبل و زیرک به نام نوروز بودند. نوروز برای آنکه اربابش را آزار دهد، خود را نادان جلوه می‌داد و هرچه اربابش دستور می‌داد، برعکس رفتار می‌کرد. گاهی دزدی که به ظاهر برای خرید ماست می‌آمد، سبب درگیری‌های خنده‌دار و ماستی شدن بقال می‌شد. در مواردی دیگر، شخصیت‌های پادشاه، وزیر، رشکی و ماستی در نمایش می‌آمدند. در هر نمایش بقّال‌بازی، آغاز ماجرا از زمانی بود که مشتری می‌خواست از بقال ماست بخرد.